# Eutelsat TV Awards

Eutelsat TV Awards, noto in precedenza come Hot Bird TV Awards, è stato un premio internazionale che veniva assegnato ogni anno ai migliori canali televisivi tematici veicolati attraverso i satelliti Eutelsat.

## Storia
La prima edizione degli Eutelsat Awards si è svolta nel 1998 su iniziativa di Pentastudio e promossa da Eutelsat, operatore satellitare leader in Europa, Medio Oriente e Africa.
Nel corso della manifestazione veniva premiato il miglior canale per ognuna delle seguenti categorie: Bambini e ragazzi, Cinema, Cultura e documentari, Fiction e intrattenimento, Lifestyle, Musica, Informazione, Sport e Miglior programma. Inoltre dal 2005 veniva assegnato anche il People's Choice, premio per il miglior canale scelto dal pubblico anziché dalla giuria. La premiazione avveniva tradizionalmente in autunno.
L'ultima edizione si è svolta a Milano nel 2016, dopodiché Eutelsat ha deciso di terminare definitivamente la manifestazione.

## Premiazione
I premi erano assegnati per ognuna delle otto categorie da una giuria internazionale composta da critici televisivi ed esperti di comunicazione. La giuria selezionava tre nomination per ogni categoria, incluso il vincitore. La categoria “People's Choice” non era assegnata dalla giuria ma dal pubblico, attraverso una votazione interattiva sul web. I vincitori, annunciati durante una serata di gala, venivano premiati con una scultura di bronzo rappresentante Gea, dea della mitologia greca, in perfetto equilibrio sulla sfera terrestre così come lo sono i satelliti geostazionari di Eutelsat.

## Vincitori[2]
| Edizione | Categorie                      | Vincitori                                                        | Paese                |
| -------- | ------------------------------ | ---------------------------------------------------------------- | -------------------- |
| 1998     | Bambini e ragazzi              | RaiSat Ragazzi                                                   | Italia               |
| 1998     | Bambini e ragazzi              | Teletoon                                                         | Francia              |
| 1998     | Informazione                   | BBC World                                                        | Regno Unito          |
| 1998     | Informazione                   | LCI                                                              | Francia              |
| 1998     | Musica                         | Viva 1&2                                                         | Germania             |
| 1998     | Sport                          | + Formula 1                                                      | Italia               |
| 1998     | Documentari                    | Discovery                                                        | Italia               |
| 1998     | Cultura                        | Arte                                                             | Francia              |
| 1998     | Cinema-Fiction                 | Canal Jimmy                                                      | Italia               |
| 1998     | Cinema-Fiction                 | CineClassic                                                      | Francia              |
| 1998     | Premio Speciale                | Teva                                                             | Francia              |
| 1999     | Bambini e ragazzi              | Minimax                                                          | Polonia              |
| 1999     | Informazione                   | LCI                                                              | Francia              |
| 1999     | Musica                         | Muzzik                                                           | Francia              |
| 1999     | Musica                         | Mizik Tropical                                                   | Francia              |
| 1999     | Sport                          | Supersport                                                       | Grecia               |
| 1999     | Documentari                    | Planete                                                          | Polonia              |
| 1999     | Cultura                        | CNI                                                              | Italia               |
| 1999     | Cinema-Fiction                 | Nashe Kino                                                       | Russia               |
| 1999     | Premio Speciale                | Gambero Rosso                                                    | Italia               |
| 2000     | Bambini e ragazzi              | Detskiy Mir                                                      | Russia               |
| 2000     | Informazione                   | I-Télévision                                                     | Francia              |
| 2000     | Musica                         | Mezzo                                                            | Francia              |
| 2000     | Sport                          | Eurosport News                                                   | Francia              |
| 2000     | Documentari                    | National Geographic Channel                                      | Italia               |
| 2000     | Cultura                        | Paris Première                                                   | Francia              |
| 2000     | Cultura                        | RaiSat Album                                                     | Italia               |
| 2000     | Cinema-Fiction                 | Ale Kino!                                                        | Polonia              |
| 2000     | Cinema-Fiction                 | Studio Universal                                                 | Italia               |
| 2000     | Premio speciale                | Alice                                                            | Italia               |
| 2001     | Bambini/Ragazzi                | RaiSat Ragazzi                                                   | Italia               |
| 2001     | News/Informazione              | Sky News                                                         | Regno Unito          |
| 2001     | Musica                         | Count Down Tv                                                    | Italia               |
| 2001     | Sport                          | Calcio Stream                                                    | Italia               |
| 2001     | Documentari                    | Hispavision Grandes Documentales                                 | Spagna               |
| 2001     | Cultura                        | Paris Première                                                   | Francia              |
| 2001     | Cinema-Fiction                 | Ale Kino!                                                        | Polonia              |
| 2001     | Vetrina nazionale              | Deutsche Welle TV                                                | Germania             |
| 2001     | Lifestyle                      | Leonardo                                                         | Italia               |
| 2001     | Premio speciale                | TPS Star                                                         | Francia              |
| 2001     | Premio speciale                | Sky Sport                                                        | Italia               |
| 2001     | Premio speciale                | CCTV                                                             | Cina                 |
| 2001     | People's Choice                | TVL-Cartoni Umani TV                                             | Italia               |
| 2002     | Bambini e ragazzi              | Canal J                                                          | Francia              |
| 2002     | Informazione                   | BBC World                                                        | Regno Unito          |
| 2002     | Musica                         | Mezzo                                                            | Francia              |
| 2002     | Sport                          | NTV Plus Football                                                | Russia               |
| 2002     | Documentari                    | Odyssée                                                          | Francia              |
| 2002     | Cultura/Educazione             | Cult Network Italia                                              | Italia               |
| 2002     | Cinema-Fiction                 | CineClassic                                                      | Italia               |
| 2002     | Premio speciale                | Canale Viaggi                                                    | Italia               |
| 2002     | People's Choice                | TPS Intreractif                                                  | Francia              |
| 2003     | Bambini e ragazzi              | Minimax                                                          | Polonia              |
| 2003     | Bambini e ragazzi              | RaiSat Ragazzi                                                   | Italia               |
| 2003     | Informazione                   | Rainews24                                                        | Italia               |
| 2003     | Musica                         | Canal Clásico                                                    | Spagna               |
| 2003     | Sport                          | ESPN Classic Sport                                               | Regno Unito          |
| 2003     | Documentari                    | Grandes Documentales                                             | Spagna               |
| 2003     |                                | Voyage                                                           | Francia              |
| 2003     | Cultura                        | Rai Nettuno Sat                                                  | Italia               |
| 2003     | Cinema-Fiction                 | Sky Cinema Autore                                                | Italia               |
| 2003     | Cinema-Fiction                 | TCM                                                              | Francia              |
| 2003     | Premio speciale                | Public Sénat                                                     | Francia              |
| 2004     | Bambini e ragazzi              | Piwi                                                             | Francia              |
| 2004     | Informazione                   | BBC World                                                        | Regno Unito          |
| 2004     | Informazione                   | Rai News 24                                                      | Italia               |
| 2004     | Informazione                   | Rai Med                                                          | Italia               |
| 2004     | Musica                         | Mezzo                                                            | Francia              |
| 2004     | Musica                         | MTV Brand New                                                    | Italia               |
| 2004     | Sport                          | Sky Sport                                                        | Italia               |
| 2004     | Documentari                    | History Channel                                                  | Italia               |
| 2004     | Cultura/Educazione             | Planet                                                           | Italia               |
| 2004     | Cultura/Educazione             | Rai Edu 2                                                        | Italia               |
| 2004     | Cinema-Fiction                 | Jimmy                                                            | Italia               |
| 2004     | Cinema-Fiction                 | Europa Europa                                                    | Polonia              |
| 2004     | Premio speciale                | Sky TG24                                                         | Italia               |
| 2004     | Premio speciale                | EBU                                                              | Svizzera             |
| 2004     | Premio speciale                | Equidia                                                          | Francia              |
| 2004     | Premio speciale                | 4 Fun TV                                                         | Polonia              |
| 2005     | Bambini e ragazzi              | ZigZap                                                           | Polonia              |
| 2005     | Bambini e ragazzi              | RaiSat Ragazzi                                                   | Italia               |
| 2005     | Informazione                   | Sky News International                                           | Regno Unito          |
| 2005     | Musica                         | My Music TV                                                      | Albania              |
| 2005     | Sport                          | ESPN Classic Sport                                               | Regno Unito          |
| 2005     | Documentari                    | Planet                                                           | Italia               |
| 2005     | Cinema-Fiction                 | Kino Polska TV                                                   | Polonia              |
| 2005     | Vetrina nazionale              | Deutsche Welle TV                                                | Germania             |
| 2005     | Lifestyle                      | Leonardo                                                         | Italia               |
| 2005     | Premio Speciale                | TPS Star                                                         | Francia              |
| 2005     | People's Choice                | SKY Cinema Classic                                               | Italia               |
| 2006     | Bambini e ragazzi              | Eureka! TPS Jeunesse                                             | Francia              |
| 2006     | Informazione                   | BBC World                                                        | Regno Unito          |
| 2006     | Musica                         | MTV Brand New                                                    | Italia               |
| 2006     | Musica                         | Video Italia                                                     | Italia               |
| 2006     | Sport                          | Eurosport e Eurosport 2                                          | Francia              |
| 2006     | Documentari                    | History Channel                                                  | Italia               |
| 2006     | Cultura                        | Rai Nettuno Sat Uno/Rai Nettuno Sat Due                          | Italia               |
| 2006     | Cultura                        | TVP Kultura                                                      | Polonia              |
| 2006     | Alta definizione               | Next: HD                                                         | Italia               |
| 2006     | Cinema-Fiction                 | Kinowelt TV                                                      | Germania             |
| 2006     | Cinema-Fiction                 | Cult                                                             | Italia               |
| 2006     | Cinema-Fiction                 | Fox Crime                                                        | Italia               |
| 2006     | Vetrina nazionale              | RTVI Channel                                                     | Russia               |
| 2006     | Lifestyle                      | TV8 MontBlanc                                                    | Francia              |
| 2006     | Premio speciale                | 365 Days TV                                                      | Russia               |
| 2006     | Premio speciale                | TVN24                                                            | Polonia              |
| 2006     | Premio speciale                | Trace TV                                                         | Francia              |
| 2006     | Premio speciale                | Direct 8                                                         | Francia              |
| 2006     | Premio speciale                | TVRi                                                             | Romania              |
| 2006     | People's Choice                | Duna TV                                                          | Ungheria             |
| 2007     | Bambini/Ragazzi                | MiniMini                                                         | Polonia              |
| 2007     | Informazione                   | France 24                                                        | Francia              |
| 2007     | Informazione                   | Sky TG24                                                         | Italia               |
| 2007     | Musica                         | La-Minor TV                                                      | Russia               |
| 2007     | Sport                          | L'Équipe TV                                                      | Francia              |
| 2007     | Sport                          | Menzione speciale: NTV-PLUS OUR Football                         | Russia               |
| 2007     | Documentari                    | IZ                                                               | Turchia              |
| 2007     | Documentari                    | Escales                                                          | Francia              |
| 2007     | Cultura                        | TVP Kultura                                                      | Polonia              |
| 2007     | Cultura                        | Menzione speciale: ADMINISTRA.IT                                 | Italia               |
| 2007     | Cultura                        | TVN Med                                                          | Polonia              |
| 2007     | Alta definizione               | National Geographic Channel HD                                   | Italia               |
| 2007     | Alta definizione               | National Geographic Channel Poland                               | Polonia              |
| 2007     | Cinema-Fiction                 | India TV                                                         | Russia               |
| 2007     | Vetrina Nazionale              | Deutsche Welle-DW TV                                             | Germania             |
| 2007     | Lifestyle                      | Venice Channel                                                   | Italia               |
| 2007     | Premio Speciale                | Prix Italia: AB Groupe                                           | Francia              |
| 2007     | People's Choice                | Channel One Russia Worldwide                                     | Russia               |
| 2007     | Excellence award               | RaiSat Gambero Rosso Channel                                     | Italia               |
| 2008     | Bambini/Ragazzi                | RaiSat Smash                                                     | Italia               |
| 2008     | Informazione                   | RBC-TV                                                           | Russia               |
| 2008     | Informazione                   | Recognition of the Jury: Euronews                                | Francia              |
| 2008     | Musica                         | C Music TV                                                       | Regno Unito          |
| 2008     | Sport                          | Setanta Ireland                                                  | Irlanda              |
| 2008     | Documentari                    | The Biography Channel                                            | Germania             |
| 2008     | Cultura/Educazione             | 365 Days TV                                                      | Russia               |
| 2008     | Cultura/Educazione             | Menzione speciale: Edusat                                        | Polonia              |
| 2008     | Alta Definizione               | MelodyZen.tv                                                     | Francia              |
| 2008     | Cinema-Fiction                 | Cinema: Propeller TV                                             | Regno Unito          |
| 2008     | Cinema-Fiction                 | Special Award: Sky Cinema 1                                      | Italia               |
| 2008     | Cinema-Fiction                 | Fiction: Fox                                                     | Italia               |
| 2008     | Vetrina nazionale              | TVR International                                                | Romania              |
| 2008     | Lifestyle                      | Alice                                                            | Italia               |
| 2008     | Lifestyle                      | Türkmax                                                          | Turchia              |
| 2008     | Lifestyle                      | Menzione speciale: Fashion TV                                    | Austria              |
| 2008     | Lifestyle                      | Nigezie                                                          | Nigeria Regno Unito  |
| 2008     | Premio speciale                | NTV Plus                                                         | Russia               |
| 2008     | Premio speciale                | Orange TV                                                        | Francia              |
| 2008     | People's Choice                | Duna TV                                                          | Ungheria             |
| 2008     | Excellence award               | Planete                                                          | Polonia              |
| 2009     | Bambini e ragazzi              | TV Nanny                                                         | Russia               |
| 2009     | Cinema                         | Wojna i Pokoi                                                    | Polonia              |
| 2009     | Cultura                        | Zakon-TV                                                         | Russia               |
| 2009     | Documentari                    | Vremya                                                           | Russia               |
| 2009     | Fiction e intrattenimento      | Hi Nolly                                                         | Nigeria Regno Unito  |
| 2009     | Lifestyle                      | Body in Balance                                                  | Germania             |
| 2009     | Alta definizione               | HD Suisse                                                        | Svizzera             |
| 2009     | Musica                         | Trace Tropical                                                   | Francia              |
| 2009     | Vetrina nazionale              | Yes Italia                                                       | Italia               |
| 2009     | Informazione                   | BBC Persian                                                      | Regno Unito          |
| 2009     | Sport                          | Sky Sport 24                                                     | Italia               |
| 2009     | People's Choice                | Duna Television                                                  | Ungheria             |
| 2010     | Bambini e ragazzi              | yourfamily                                                       | Germania             |
| 2010     | Cinema                         | Kino Polska                                                      | Polonia              |
| 2010     | Cultura                        | Nostalgia                                                        | Russia               |
| 2010     | Documentari                    | 365 Days TV                                                      | Russia               |
| 2010     | Fiction e intrattenimento      | Ma Chaine Etudiante                                              | Francia              |
| 2010     | Lifestyle                      | Gambero Rosso Channel                                            | Italia               |
| 2010     | Lifestyle                      | Information TV                                                   | Regno Unito          |
| 2010     | Alta definizione               | Mezzo Live HD                                                    | Francia              |
| 2010     | Musica                         | iConcerts HD                                                     | Svizzera             |
| 2010     | Vetrina nazionale              | CCTV News                                                        | Cina                 |
| 2010     | Informazione                   | BBC World News                                                   | Regno Unito          |
| 2010     | Informazione                   | Current                                                          | Italia               |
| 2010     | Sport                          | Canali Sky Sport                                                 | Italia               |
| 2010     | People's Choice                | TVN Warszawa                                                     | Polonia              |
| 2011     | Bambini e ragazzi              | Carousel                                                         | Russia               |
| 2011     | Cinema                         | Kino Soyuz                                                       | Russia               |
| 2011     | Cultura                        | Babel                                                            | Italia               |
| 2011     | Cultura                        | Menzione speciale: Rai Storia                                    | Italia               |
| 2011     | Documentari                    | DMAX                                                             | Italia               |
| 2011     | Fiction e intrattenimento      | Sky Uno                                                          | Italia               |
| 2011     | Lifestyle                      | Rai 5                                                            | Italia               |
| 2011     | Lifestyle                      | Menzione speciale: NRJ Paris                                     | Francia              |
| 2011     | Musica                         | France Ô                                                         | Francia              |
| 2011     | Informazione                   | BBC Arabic                                                       | Regno Unito          |
| 2011     | Informazione                   | Menzione speciale: TG Norba 24                                   | Italia               |
| 2011     | Sport                          | Trace Sports                                                     | Francia              |
| 2011     | People's Choice                | MiniMini+                                                        | Polonia              |
| 2012     | Bambini e ragazzi              | Teletoon+                                                        | Polonia              |
| 2012     | Cinema                         | Premiera                                                         | Russia               |
| 2012     | Cultura e documentari          | Top Secret                                                       | Russia               |
| 2012     | Cultura e documentari          | Menzione speciale: Pashto TV                                     | Afghanistan          |
| 2012     | Fiction e intrattenimento      | MBC 1 HD                                                         | Emirati Arabi Uniti  |
| 2012     | Lifestyle                      | Real Time                                                        | Italia               |
| 2012     | Musica                         | C Music TV                                                       | Regno Unito          |
| 2012     | Informazione                   | Sky TG 24                                                        | Italia               |
| 2012     | Sport                          | Eurosport                                                        | Francia              |
| 2012     | Miglior programma              | Shakespeare from Kabul (BBC Persian)                             | Regno Unito          |
| 2012     | Miglior nuovo canale dell'anno | Spiegel TV Wissen                                                | Germania             |
| 2012     | People's Choice                | TRT Haber                                                        | Turchia              |
| 2013     | Bambini e ragazzi              | M2                                                               | Ungheria             |
| 2013     | Cinema                         | Moviemax Festival HD                                             | Turchia              |
| 2013     | Cultura e documentari          | Sky Arte                                                         | Italia               |
| 2013     | Fiction e intrattenimento      | Chérie 25                                                        | Francia              |
| 2013     | Lifestyle                      | Autoplus                                                         | Russia               |
| 2013     | Musica                         | C Music TV                                                       | Regno Unito          |
| 2013     | Musica                         | Mezzo Live HD                                                    | Francia              |
| 2013     | Informazione                   | CCTV News                                                        | Cina                 |
| 2013     | Sport                          | L’Équipe 21                                                      | Francia              |
| 2013     | Miglior programma              | Mussolini cadavere vivente (Rai Storia)                          | Italia               |
| 2013     | Miglior programma              | Menzione speciale: The Eurochannel SHort-Film Tour (Eurochannel) | Stati Uniti          |
| 2013     | People's Choice                | PMC                                                              | Emirati Arabi Uniti  |
| 2014     | Bambini e ragazzi              | Rai YoYo                                                         | Italia               |
| 2014     | Cinema                         | Kinoklub                                                         | Russia               |
| 2014     | Cultura e documentari          | Spiegel TV Wissen                                                | Germania             |
| 2014     | Fiction e intrattenimento      | Canal Once                                                       | Messico              |
| 2014     | Lifestyle                      | DMAX                                                             | Italia               |
| 2014     | Musica                         | MTV Live HD                                                      | Regno Unito          |
| 2014     | Informazione                   | Euronews                                                         | Francia              |
| 2014     | Sport                          | Eurosport                                                        | Francia              |
| 2014     | Miglior programma/Fiction      | Gomorra (Sky Atlantic HD)                                        | Italia               |
| 2014     | Miglior programma/Altro        | The Highest Level (Deutsche Welle)                               | Germania             |
| 2014     | People's Choice                | Eurochannel                                                      | Stati Uniti          |
| 2015     | Bambini e ragazzi              | duck tv                                                          | Slovacchia           |
| 2015     | Cinema                         | FilmBox Arthouse                                                 | Stati Uniti          |
| 2015     | Cultura e documentari          | 365 Days TV                                                      | Russia               |
| 2015     | Fiction e intrattenimento      | Sky Atlantic                                                     | Italia               |
| 2015     | Lifestyle                      | Trace Sport Stars                                                | Francia              |
| 2015     | Musica                         | Classica                                                         | Germania             |
| 2015     | Informazione                   | Rai News 24                                                      | Italia               |
| 2015     | Sport                          | PXTV                                                             | Messico              |
| 2015     | Miglior programma              | 1992 (Sky Atlantic HD)                                           | Italia               |
| 2015     | Miglior programma              | Inside IS – War in The Name of Allah (Spiegel TV Wissen)         | Germania             |
| 2015     | People's Choice                | Al Jazeera Balkans                                               | Bosnia ed Erzegovina |
| 2016     | Bambini e ragazzi              | Fix&Foxi                                                         | Germania             |
| 2016     | Cinema                         | Dom Kino                                                         | Russia               |
| 2016     | Cultura e documentari          | Sky Arte                                                         | Italia               |
| 2016     | Fiction e intrattenimento      | ZAP Viva                                                         | Angola               |
| 2016     | Lifestyle                      | Roya TV                                                          | Giordania            |
| 2016     | Musica                         | 4fun.tv                                                          | Polonia              |
| 2016     | Informazione                   | France 24                                                        | Francia              |
| 2016     | Sport                          | Rai Sport 1 HD                                                   | Italia               |
| 2016     | Miglior programma              | Iran’s Nuclear Deal (BBC Persian)                                | Regno Unito          |
| 2016     | Miglior programma              | Currentzis – The Classical Rebel (Deutsche Welle)                | Germania             |
| 2016     | People's Choice                | 2STV                                                             | Senegal              |